# Краснодарское высшее военное командно-инженерное училище ракетных войск
Краснодарское высшее военное командно-инженерное училище ракетных войск — бывшее высшее военно-учебное заведение, основанное 1 июня 1982 года, осуществлявшее подготовку офицерских инженерно-технических кадров для Ракетных войск стратегического назначения СССР и Российской Федерации.

## История
5 декабря 1981 года Постановлением Совета министров СССР № 1146 и приказом министра обороны СССР маршала Д. Ф. Устинова от 1 июня 1982 года в городе Краснодаре на территории Самурских казарм, на базе 47-й гвардейской ракетной Запорожско-Одесской ордена Ленина Краснознамённой орденов Суворова и Кутузова бригады было создано Краснодарское высшее военное командно-инженерное училище, для осуществления подготовки военно-инженерных офицерских кадров и разработки военно-технических вопросов связанных с эксплуатацией в области ракетного вооружения и ракетной техники со сроком обучения пять лет.
С 1982 года первым начальником училища был назначен генерал-майор А. С. Максимов, первая группа курсовых офицеров и офицеров-преподавателей составила сорок три человека. С 4 по 7 февраля 1982 года для проведения инспекции училища по организации в нём учебной деятельности и постройки нового учебного корпуса прибыла группа во главе с главнокомандующим РВСН главным маршалом артиллерии В. Ф. Толубко. 23 августа 1982 года Указом Президиума Верховного Совета СССР Краснодарское высшее военное командно-инженерное училище было удостоено Боевого Красного Знамени, вручённого училищу 1 сентября 1982 года генерал-полковниками В. С. Неделиным и Ю. А. Яшиным. Приказом министра обороны СССР первое сентября было объявлено днём образования училища. 
1 сентября 1983 года Краснодарское высшее военное командно-инженерное училище была переименована в Краснодарское высшее военное командно-инженерное училище Ракетных войск, с подчинением главнокомандующему РВСН. Организационная учебная структура института включала в себя шесть общеинститутских кафедры по различным профильным спецдисциплинам: автоматизированных систем и электронно-вычислительной техники, математики, иностранных языков, марксизма-ленинизма, физической подготовки и спорта и общевоинских дисциплин, а так же три факультета обучающих курсантов по четырём специальностям, осуществляющих подготовку инженеров-системотехников, инженеров-энергетиков и инженеров-электриков для частей и подразделений Ракетных войск стратегического назначения СССР. На 1986 год в училище состояли по штату — 161 офицер-преподаватель, из них работал 1 доктор и 82 кандидата наук. 
1 сентября 1998 года Постановлением Правительства Российской Федерации № 1009 Краснодарское высшее военное командно-инженерное училище Ракетных войск было расформировано. С 1998 года учебные корпуса Краснодарского высшего военного командно-инженерного училища начал занимать Учебный центр Краснодарского высшего военного училища имени С. М. Штеменко. 1 сентября 2012 года приказом министра обороны Российской Федерации на базе бывшего высшего военного командно-инженерного училища было создано Краснодарское Президентское кадетское училище, для подготовки офицерских кадров Вооружённых сил России.

## Структура

### Кафедры
- Кафедра математики
- Кафедра иностранных языков
- Кафедра марксизма-ленинизма
- Кафедра автоматизированных систем и электронно-вычислительной техники
- Кафедра общевоинских дисциплин
- Кафедра физической подготовки и спорта[5]

### Факультеты
- Факультет системотехники
- Факультет энергетики
- Факультет электрики

## Руководство
- 1982—1988 — генерал-майор Максимов, Анатолий Семенович
- 1988—1993 — генерал-майор Белоусов, Вениамин Валентинович
- 1993—1998 — генерал-майор Кальянов, Владимир Иванович

## Известные преподаватели
- генерал-майор Придатко, Леонид Сергеевич
- генерал-майор Шаварин, Владимир Яковлевич